# Полонне в літописах Київської Русі
Про літописне місто Полонне Хмельницької області, яке називали «град Полонний в лузе Хоморном» існує сім згадок в літописах Київської Русі, зокрема Іпатіївському та Лаврентьєвському літописах. Місто називалося по-різному: «Полонноє», «Полони», «Польний», «Полний», а в давніх актах — «Полонная», «Полонне», «Полонне Великое», «Полонне Новоє».

## Перші літописні згадки
Стосовно першої згадки про Полонне і Іпатіївский і Лаврентіївський літописи пишуть про те, що у 1169 році половці, заглибившись у володіння Київського князівства, дійшли до міста Полонного, яке належало київській Десятинній церкві: «Половцѣ ѣхаша за Къıѥвъ воѥватъ и приѣхаша к Полному къ ст҃ѣи Бц҃ѣ граду к десѧтиньному … и взѧша села безъ оутеча с людми с мужи и с женами конѣ и скотъı и ѡвцѣ погнаша в Половцѣ» (Половці поїхали за Київ воювати, і приїхали до Полоного, до города [церкви] святої Богородиці Десятинної, ... і взяли сіл без ліку з людьми, і з чоловіками, і з жінками. І коні, і худобу, і овець погнали вони в Половеччину) . В літописі чітко сказано, що половці не взяли міста, а лише нещадно пограбували околиці. Далі йде опис подій, де київський воєвода наздоганяє половців і з невеликою кількістю воїнів наголову розбиває кочівників і з допомогою Богородиці визволяє весь полон. Але 1169 рік – це зовсім не 996, який, власне, і вважається роком першої згадки про Полонне. Розгадка ховається в тих же літописах. З попередніх подій, висвітлених в літописах відомо, що в 996 році Володимир Великий завершив будівництво Десятинної церкви і приписав їй десяту частину своїх «градів» (міст). Серед них було і Полонне, недарма літописець називає його «святої Богородиці град Десятинний». Жодне інше місто Київської Русі не удостоїлося честі бути названим «Десятинним» градом.
Археологічні дослідження 1992-1993 років , проведені в Полонному археологічною експедицією Кам'янець-Подільського педагогічного інституту під керівництвом Винокура І.С., підтвердили існування укріпленого городища площею приблизно 8,2 га в X-XIII ст.
Під час проведення міжнародної науково-практичної конференції 15-17 червня 1995 року «Місту Полонному — 1000 років» академік Іон Винокур заявив наступне: «Що ж стосується історії Полонного епохи Київської Русі, то, крім літописних згадок про місто, ми маємо на основі археологічних розвідкових робіт 1992–1993 років матеріали, які датуються від Х до ХІІІ століть…
…Саме з 996 роком можна пов'язати найдавнішу згадку про Полонне».

Розповідь про половецький напад і дії київського воєводи не залишають сумніву у приналежності міста до Київського князівства. Наступна літописна згадка підтверджує це – в 1170 князь Володимир Мстиславович був у [городі] Полоному. Попередня розповідь літописця вказує, що поселився він у місті з дозволу Мстислава Ізяславича, на ту пору - Великого князя Київського. Коли ж місто стало складовою частиною Волинського князівства? Літопис дає чітку і недвозначну відповідь на це запитання.

## Події кінця ХІІ - першої половини ХІІІ століть.
Під час князівських міжусобиць кінця ХІІ століття Рюрик Ростиславич, Великий князь Київський, дарує на честь замирення Полонне своєму зятю Роману Мстиславичу, названому згодом Романом Великим, що був засновником Галицько-Волинського князівства. Літописець так описує ті події вересня 1195 року: « І водив він його до хреста про все, чого сам волив, і дав йому [город] Полоний і половину області Корсунської». Проте наступна писемна згадка від 1196 року свідчить, що Романові цього було мало: « Рюрик же був і гнів на нього облишив, [спонуканий] Никифором, митрополитом київським, і Полоний йому дав, ймучи йому віри за хресним цілуванням. А Роман увіслав людей своїх у Полоний і звідти повелів їм, їздячи, пустошити волость тестя свого». Князівські міжусобиці тривали довго і підірвали могутність Київської Русі, однак для нас це повідомлення цікаво іншим: по-перше, місто вже належить до Волинського князівства, по-друге, у Полонному стояв потужний гарнізон, якщо князь наказав людям своїм самостійно, без нього, здійснити військовий напад на противника. Як би там не було, з того часу Полонне стає складовою частиною Великої Волині.
І дійсно, під 1234 роком літописець зауважує: « Коли ж настала весна, Олександр, убоявшись злого свого вчинку, пішов до тестя свого Володимира Рюриковича в Київ. Але Данило, довідавшись [про це], вийшов на нього з Галича, догнав його в [городі] Полоному, і схопили його в лузі Хоморському. Данило не спав тоді три дні і три ночі, так само і вої його». Отже, Данило Галицький, син Романа Великого, наздоганяє свого ворога князя Олександра Белзького поблизу Полонного. Але місто залишається вірним Данилу, тому війська Олександра не можуть ввійти до міста і потрапляє він в полон у «лузі Хоморському», під міськими укріпленнями.
Проте наступного 1235 року вороги Данила вирішують помститися князю: « У той же час прийшли галичани на Каменець і всі болохівські князі з ними. І спустошили вони по [ріку] Хомору, і пішли доКам'янця. Взявши здобич велику, вони пішли [звідти]. У той же час послав був Володимир [Рюрикович] Данилові підмогу — торків і [воєводу] Данила Нажировича. Тоді Данилові бояри, виїхавши з Кам'янця [і] з’єднавшися з торками, настигли їх. І переможені були невірні галичани, і всі князі болохівські схоплені були, і привели їх у Володимир до князя Данила». З тексту літопису зрозуміло, що Полонне не було взято військами антиданилової коаліції і фортеця на Хоморі відіграла свою оборонну роль та прикрила східний кордон Галицько-Волинського князівства.

## Літописи прополонський монастир
Однак не тільки безкінечні військові сутички чи напади ворогів потрапляють на сторінки літописів. Звісно, місто, яке було приписане до Десятинної церкви не могло не мати серйозних культових споруд. І літописи відзначають, що у 1255 році син литовського кунігаса (князя) Міндовга, Войшелк опинився у полонському монастирі: « А після цього пішов Войшелк до Галича, до Данила-князя і Василька, маючи намір прийняти монаший чин. Тоді ж Войшелк охрестив Юрія Львовича. А потім пішов він у [город] Полоний , до [ігумена] Григорія в монастир, і постригся в ченці, і пробував у монастирі в Григорія три роки. Звідти ж пішов він у Святу гору , узявши благословення од Григорія. А Григорій був [таким] чоловіком святим, якого ото не було перед ним і ні по ньому не буде». Невідомо, скільки часу існував монастир до першої згадки про нього, однак ще в 1267 році монастир був діючим, про що свідчить такий фрагмент літопису: « Григорій же, [ігумен] полонийський і наставник його, був іще живий, і Войшелк, допитавшись про живоття його, рад був. Він послав до нього [посла], кажучи: «Господине, приїдь сюди». І він приїхав до нього, і наставив його на путь чернечу».

Опосередкованим підтвердженням нерядової ролі Полонного в тогочасній релігійній ієрархії слугує такий запис в матеріалах Археографічної комісії по дослідженню Лаврентіївського літопису: «Въ Рукописи на полѣ листа написано западнорусскимъ почеркомъ XVI вѣка: о Полономъ. Митрополичь городъ».
Місто і далі згадується на сторінках літописів, але відносяться вони вже до іншого історичного періоду - XIV -XVII ст.